# Bebe Daniels
Bebe Daniels, geboren als Phyllis Daniels (Dallas (Texas), 14 januari 1901 - Londen, 16 maart 1971) was een Amerikaans actrice.

## Carrière
Daniels begon haar filmcarrière al in 1906 en had haar eerste hoofdrol in een film toen ze zeven jaar oud was. Toen ze veertien jaar oud was, was ze tegenover Harold Lloyd in een reeks Lonesome Luke films te zien. De twee kregen ook een relatie.
Daniels is de tweede actrice in de geschiedenis van de film die Dorothy Gale speelde, in The Wonderful Wizard of Oz (1910). In die tijd had ze nog de artiestennaam Virginia Daniels. Vervolgens werd ze in 1915 aangenomen bij de Hal Roach studio en kreeg rollen in slapstick komedies.
In 1919 wilde Daniels serieuze films maken en kreeg een contract bij regisseur Cecil B. DeMille. Hij gaf haar rollen in de films Male and Female, Why Change Your Wife? en The Affairs of Anatol.
Daniels kreeg in 1920 een contract bij Paramount Pictures. Ze speelde onder anderen tegenover Rudolph Valentino in Monsieur Beaucaire (1924). Ze werd ontslagen bij Paramount in 1928 bij de introductie van de geluidsfilm. De studio wilde namelijk alleen acteurs uit het theater voor geluidsfilms.
Daniels bewees dat de studio dom was om haar te ontslaan; haar eerste geluidsfilm, Rio Rita (1929), werd een enorm succes. Ze zong zelfs in de film. Ook Dixiana (1930) en Reaching for the Moon (1930) werden populaire films. Ze trouwde in 1930 ook met acteur Ben Lyon.
Het publiek was echter niet geïnteresseerd in musicals, waardoor Daniels werd ontslagen door haar studio. Ze kreeg vervolgens een contract bij Warner Brothers. Bij deze studio speelde ze in veel bekende films, waaronder The Maltese Falcon (1931), Silver Dollar (1932) en 42nd Street (1933).
In 1935 ging ze met pensioen in Hollywood en verhuisde vervolgens naar Londen. Hier was ze vooral te horen in radioshows en had ze haar eigen sitcom in de jaren 50 en 60; Life With The Lyons.
Daniels stierf aan een beroerte in 1971.

## Filmografie

### Stomme films
Een lijst van de stomme films waarin Daniels verscheen, exclusief de korte films.